# ويلسون مقاطعة شيبويغان (ويسكونسن)
ويلسون، مقاطعة شيبويغان (بالإنجليزية: Wilson, Sheboygan County, Wisconsin)‏ هي بلدة تقع بولاية ويسكونسن في الولايات المتحدة. تبلغ مساحتها 59.4 (كم²)، وترتفع عن سطح البحر 213 م، بلغ عدد سكانها 3227 نسمة في عام 2000 حسب إحصاء مكتب تعداد الولايات المتحدة وتصل الكثافة السكانية فيها 54.4 نسمة/كم2.

## معرض صور

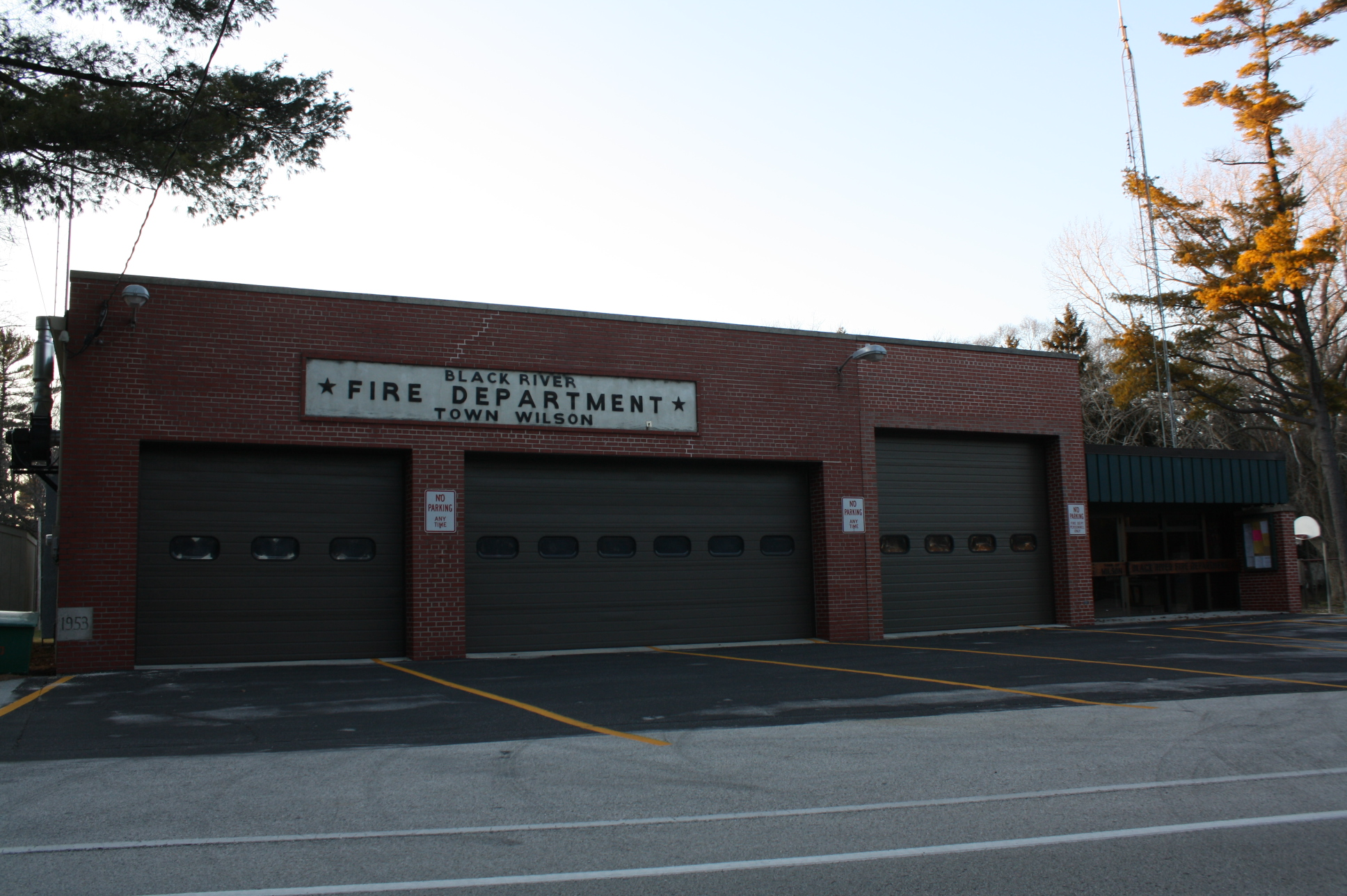
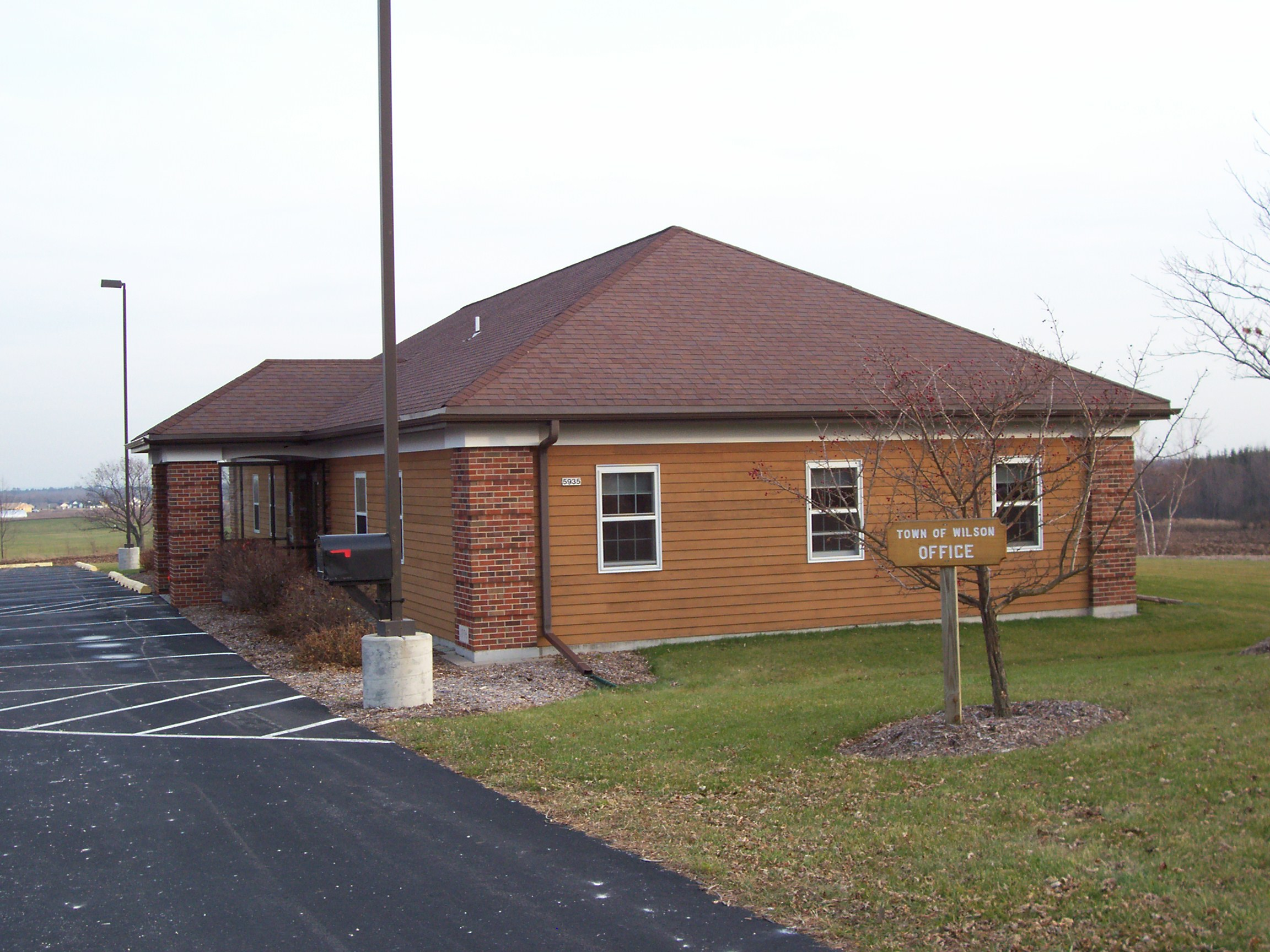
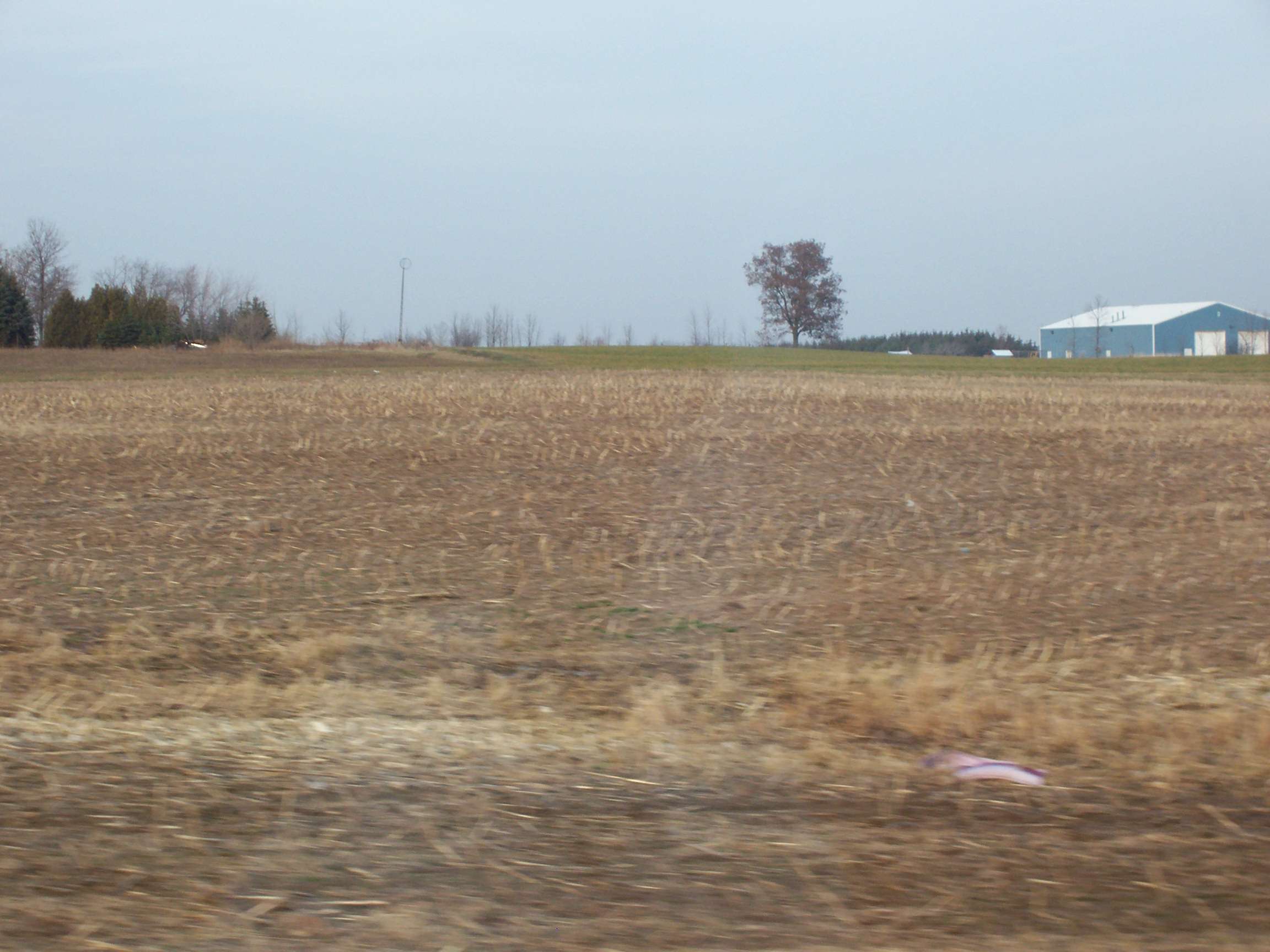
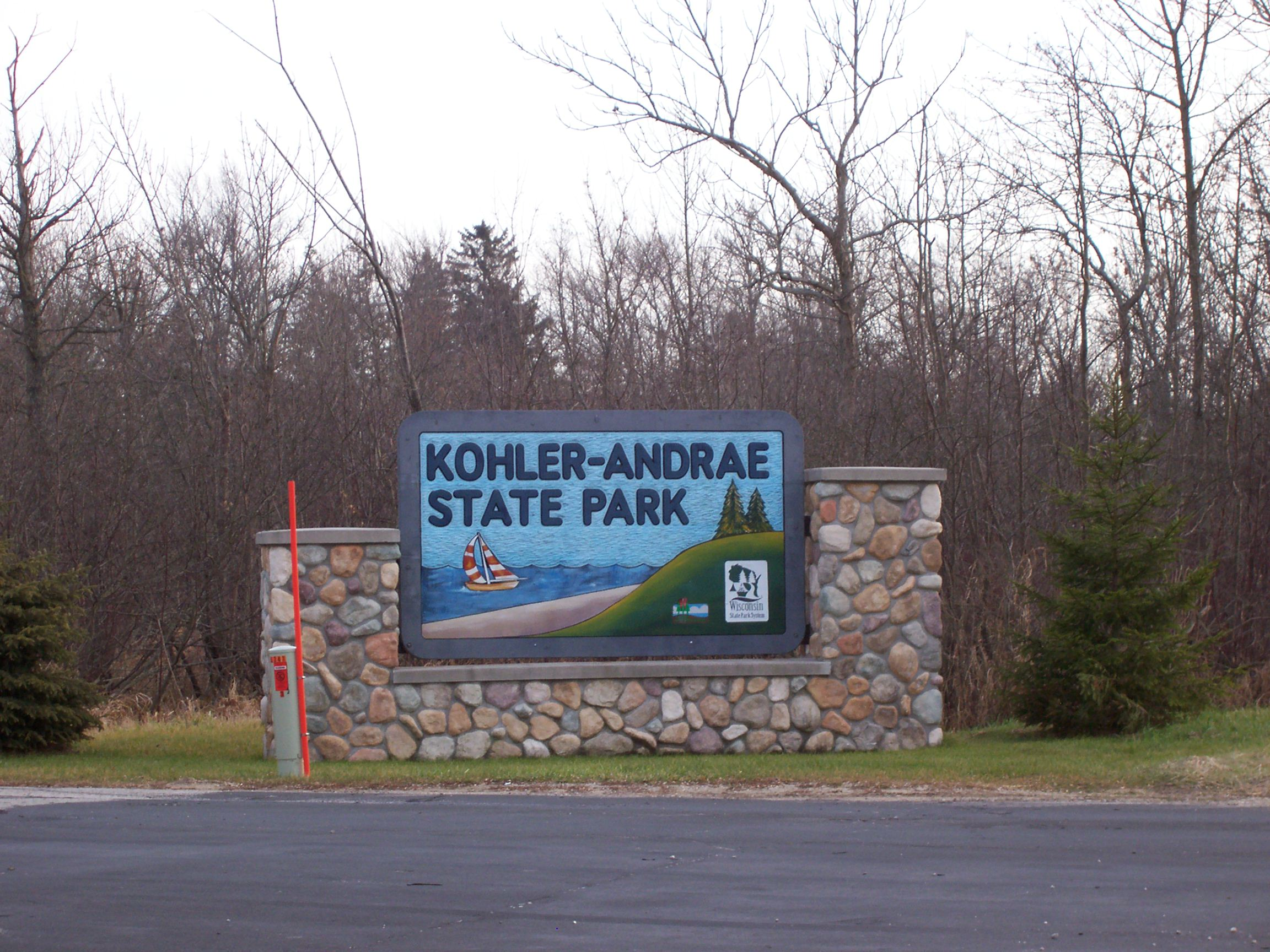

## وصلات خارجية
- www.townwilson.com
- The US50 - Cities and Towns in Wisconsin State
- Wisconsin Cities and Towns, Facts, Map, Flag, Colleges, Government, and More